# Akababugten
Akababugten er en bugt i den nordlige ende af det Røde Hav mellem Sinai-halvøen og den Arabiske Halvø. Egypten, Israel, Jordan og Saudi-Arabien har kyst i bugten. Akababugten er 160 km lang og har en maksimal bredde på 24 km. Ved nordspidsen ligger havnebyerne Taba i Egypten, Eilat i Israel og Akaba i Jordan meget tæt på hinanden.
- Wikimedia Commons har flere filer relateret til Akababugten

27°57′N 34°36′Ø / 27.950°N 34.600°Ø